# الا اندرسون
اِلا آیکو اندرسون (انگلیسی: Ella Aiko Anderson؛ زادهٔ ۲۶ مارس ۲۰۰۵) بازیگر اهل ایالات متحده آمریکا است. وی از سال ۲۰۱۱ میلادی تاکنون مشغول فعالیت بوده‌است.
از فیلم‌ها یا برنامه‌های تلویزیونی که وی در آن نقش داشته‌است، می‌توان به مدرسه نوابغ، کار ناتمام، رئیس، داستان زندگی هوپ، یک تابستان نسبتاً عجیب و غریب، نظم و قانون: واحد قربانیان ویژه و روز مادر اشاره کرد.